# Love Is The Final Liberty
「Love Is The Final Liberty」（ラヴ イズ ザ ファイナル リバティー）は、日本の男性アイドルグループDA PUMPの2枚目のシングルである。1997年10月1日発売。発売元はavex tune。

## 概要
- 前作から4か月ぶりとなるシングルで初のオリコンTOP10入り。
- 売上枚数23万7220枚。
- スマッシュヒットを記録し、この曲からメディア露出も急増した。
- PVは千葉マリンスタジアムと幕張メッセで撮影された。
- カップリングの「Rock da House」は現在までアルバム未収録。
- 1997年10月11日『COUNT DOWN TV』に出演。
- 1997年10月13日『HEY!HEY!HEY! MUSIC CHAMP』に出演。
- 1997年10月15日『速報!歌の大辞テン』に出演。
- 1997年11月14日『ミュージックステーション』に出演。
- 1997年11月18日『うたばん』に出演。
- 1998年1月24日『ポップジャム』に出演。

## 収録曲
1. Love Is The Final Liberty(4:39)
作詞：m.c.A・T、作曲・編曲：富樫明生
2. Rock da House(3:07)
作詞：m.c.A・T、作曲：富樫明生・星野靖彦、編曲：星野靖彦
3. Love Is The Final Liberty (original karaoke)(4:3)
4. Rock da House (original karaoke)(3:07)

## 収録アルバム
- オリジナル『EXPRESSION』（1998年7月23日、アルバムバージョン）
- オムニバス『avex 10th Anniversary Presents 十年百曲〜J-POP HIT』（1998年8月5日）
- オムニバス『Dub's Music boX』（2000年9月27日）
Dub Is The Final Liberty Mix
- ベスト『Da Best of Da Pump』（2001年2月28日）
- ベスト『THANX!!!!!!! Neo Best of DA PUMP』（2018年12月12日、アルバム『EXPRESSION』バージョンでの新録）

## タイアップ
- Love Is The Final Liberty：シャープ「MD-J」CMソング